# Абаринова, Антонина Ивановна
Антони́на Ива́новна Аба́ринова (1842 — 1901) — российская оперная певица (контральто, впоследствии меццо-сопрано) и драматическая актриса.

## Биография
Родилась 12 (24) июля 1842 года в семье Ивана Александровича Абаринова, полицмейстера Владимира (впоследствии действительного статского советника, полковника, смотрителя Санкт-Петербургской городской тюрьмы Литовский замок). Ряд источников («Отечественные певцы», «Музыкальная энциклопедия») указывает, что её настоящая фамилия Рейхельт, но по сведениям праправнука актрисы, журналиста Владимира Абаринова — это фамилия её мужа, горного инженера Николая Петровича Рейхельта, с которым она состояла в браке несколько лет.
Воспитание получила в Санкт-Петербургском патриотическом институте. Училась пению в Петербурге, Милане; в 1874 году брала уроки у Полины Виардо в Париже; сохранились её воспоминания о встречах с Тургеневым И. С. в Буживале и уроках П. Виардо.
Выступала на провинциальных оперных сценах (контральто, позже меццо-сопрано) в Тифлисе, Одессе, Москве. В 1872 году успешно исполнила в Петербурге партию Периколы в оперетте Оффенбаха «Птички певчие», после чего была зачислена в штат Императорских театров в Санкт-Петербурге, где с успехом исполняла разнообразные роли, как русского, так и иностранного репертуара. Первая исполнительница партии Хозяйки корчмы в опере «Борис Годунов» Мусоргского (полная версия редакции 1874 года), а также такие партии как Ваня в опере М. Глинки «Иван Сусанин», Княгиня, Лаура в операх «Русалка» и «Каменный гость» Даргомыжского, Спиридоновна в опере Серова «Вражья сила», Памела в опере Обера «Фра-Дьяволо».
В 1878 году покинула оперу и до конца жизни служила в Александринском театре. Создала галерею незабываемых образов русской театральной классики — Хариты Игнатьевны Огудаловой в «Бесприданнице» - дуэт с Комиссаржевской (Лариса), Мамаевой — «На всякого мудреца довольно простоты» Островского А. Н., Городничихи — «Ревизор (комедия)», Полины Андреевны Шамраевой в первой постановке пьесы Чехова «Чайка». Эти и иные роли стали свидетельством того, что Антонина Абаринова заняла, как писали критики, «одно из главных положений в драматической труппе».
Её сценический труд был отмечен императорским вниманием — 26 января 1891 года Абариновой «Всемилостивейше был пожалован браслет с сапфиром и бриллиантами из Кабинета Его Императорского Величества».
Это был звёздный час Александринского; её партнёрами были Комиссаржевская Вера Фёдоровна, Медведев Пётр Михайлович, Давыдов Владимир Николаевич, Варламов Константин Александрович, Дальский Мамонт Викторович, Стрельская Варвара Васильевна и др.
Была обладательницей контральто, но с возрастом голос изменился до меццо-сопрано.
Умерла 16 (29) июля 1901 года недалеко от станции Верхний Суходол Алексинского уезда Тульской губернии. Похоронена на Никольском кладбище Александро-Невской лавры.

## Роли в театре

### Мариинский театр
- «Иван Сусанин» — Ваня
- «Русалка» Даргомыжского — Княгиня
- «Каменный гость» Даргомыжского — Лаура
- «Вражья сила» Серова — Спиридонова

### Александринский театр
- в оперетте «Перикола» (на рус. яз. под назв. «Птички певчие») Ж. Оффенбаха 1 сентября 1872
- «Горе от ума» — Наталья Дмитриевна
- «Чайка» — Полина Андреевна
- «Плоды просвещения» — Звездинцева
- «Лес» — Гурмыжская
- «Бесприданница» — Огудалова

## Семья
- Сын — Николай Николаевич Рейхельт. Родился 5 мая 1864 года в Санкт-Петербурге. Журналист, беллетрист, этнограф, путешественник. Сотрудник газеты Новое время с 1887 года (псевдоним Лендер).

## Роли в театре

### Мариинский театр
- «Иван Сусанин» — Ваня
- «Русалка» Даргомыжского — Княгиня
- «Каменный гость» Даргомыжского — Лаура
- «Вражья сила» Серова — Спиридонова

### Александринский театр
- «Перикола», оперетта (в рус. яз. также под назв. «Птички певчие») Ж. Оффенбаха
- «Горе от ума» — Наталья Дмитриевна Горич
- «Чайка» — Полина Андреевна Шамраева
- «Плоды просвещения» — Звездинцева
- «Лес» — Гурмыжская
- «Бесприданница» — Х. И. Огудалова
- «Ревизор» — Анна Андреевна (Городничиха)